# Gomphus (ważki)
Gomphus – rodzaj ważek z rodziny gadziogłówkowatych (Gomphidae), szeroko rozprzestrzeniony w strefie ciepłej i umiarkowanej półkuli północnej. Gatunkiem typowym rodzaju jest występujący również w Polsce Gomphus vulgatissimus.

## Podział systematyczny
Do rodzaju należą następujące gatunki:
- Gomphus davidi Selys, 1887
- Gomphus graslinii Rambur, 1842

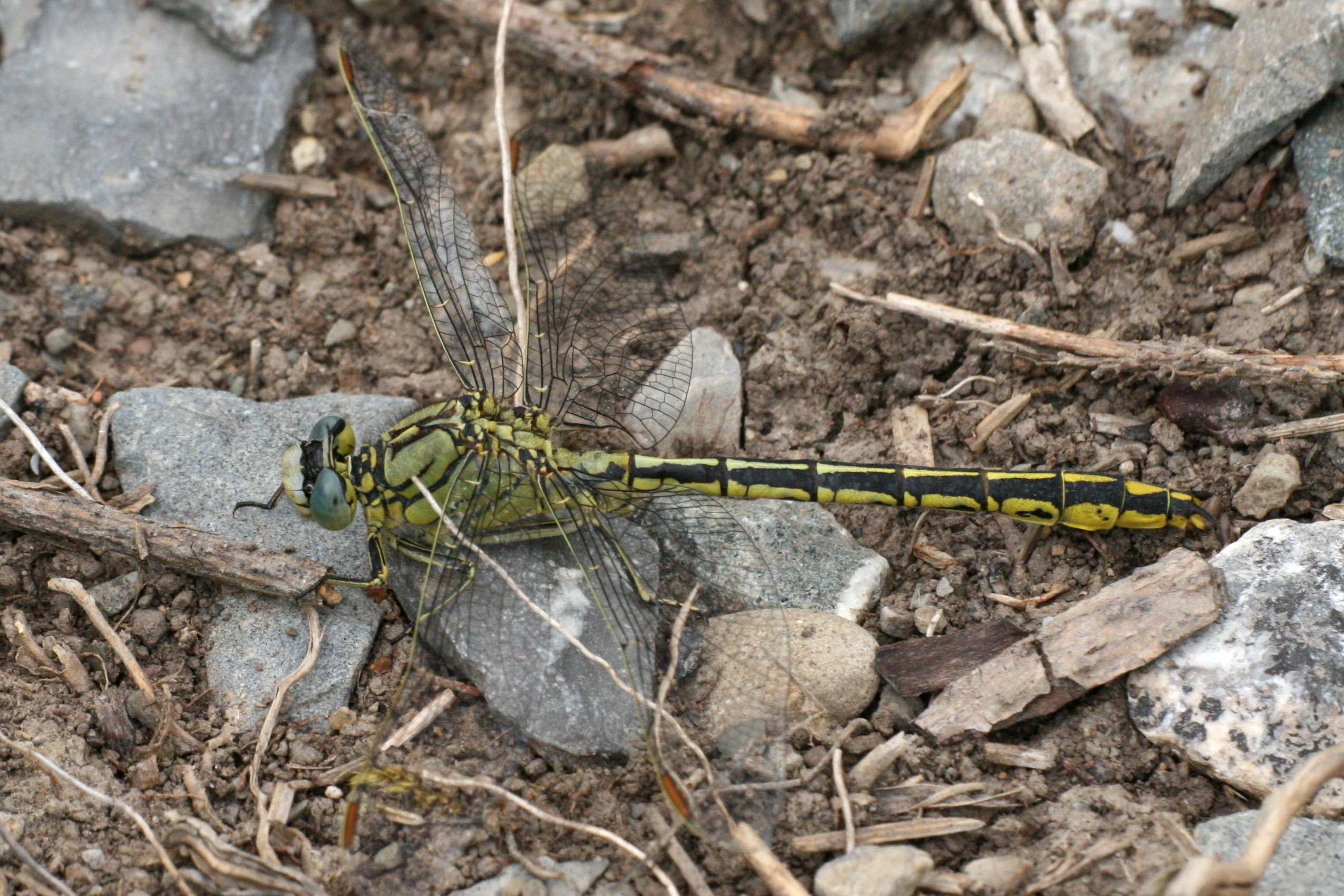
Samiec Gomphus pulchellus

- Gomphus kinzelbachi Schneider, 1984
- Gomphus lucasii Selys in Lucas, 1849
- Gomphus pulchellus Selys, 1840
- Gomphus schneiderii Selys, 1850
- Gomphus simillimus Selys, 1840
- Gomphus vulgatissimus (Linnaeus, 1758) – gadziogłówka pospolita

## Występowanie w Polsce
W odonatofaunie Polski rodzaj reprezentowany jest przez jeden gatunek: gadziogłówkę pospolitą (Gomphus vulgatissimus). Występująca w Polsce gadziogłówka żółtonoga, zaliczana dawniej do tego rodzaju (jako Gomphus flavipes), jest obecnie umieszczana w rodzaju Stylurus. W starszej literaturze z terenu Polski wykazano jeszcze Gomphus pulchellus, jednak obecnie ten opis uważany jest za błędny.